# Serie A 1920-1921
L'edizione 1920-1921 della Serie A svizzera vide la vittoria finale del Grasshopper Club Zürich.

## Formula
Partecipano 24 squadre suddivise in tre gironi all'italiana composti da 8 squadre ciascuno.
Due punti alla vittoria, un punto al pareggio, zero punti alla sconfitta.
In caso di pari merito al primo posto in classifica si procede ad uno o più spareggi.
Lo spareggio è previsto anche per evitare l'ingresso agli spareggi retrocessione (ultimo posto in classifica).
Le squadre vincenti di ciascun girone si affrontano in una fase finale composta da un girone a tre squadre per stabilire la squadra campione del campionato.
Le ultime squadre classificate di ogni girone affrontano le tre squadre pretendenti alla promozione provenienti dal campionato di Serie B, per stabilire le promozioni o retrocessioni.

## Girone Est

### Squadre partecipanti
| Club              | Stagione | Città      | Stadio                | Stagione 1919-1920      |
| ----------------- | -------- | ---------- | --------------------- | ----------------------- |
| Blue Stars Zurigo | dettagli | Zurigo     | Sportanlage Hardhof   | 8º posto nel Girone Est |
| Brühl             | dettagli | San Gallo  | Stadio Espenmoos      | 5º posto del Gruppo Est |
| Grasshoppers      | dettagli | Zurigo     | Stadio Letzigrund     | 1º posto nel Girone Est |
| Neumünster        | dettagli | Neumunster | Sportplaz Witikon     | 6º posto nel Girone Est |
| San Gallo         | dettagli | San Gallo  | Stadio Espenmoos      | 3º posto nel Girone Est |
| Young Fellows     | dettagli | Zurigo     | Förrlibuck            | 7º posto nel Girone Est |
| Winterthur        | dettagli | Winterthur | Stadion Schützenwiese | 4º posto nel Girone Est |
| Zurigo            | dettagli | Zurigo     | Stadio Letzigrund     | 2º posto nel Girone Est |

### Classifica finale
|  | Pos. | Squadra           | Pt | G  | V  | N | P  | GF | GS | DR  |
|  | ---- | ----------------- | -- | -- | -- | - | -- | -- | -- | --- |
|  | 1.   | Grasshoppers      | 22 | 14 | 10 | 2 | 2  | 32 | 16 | +16 |
|  | 2.   | Winterthur        | 18 | 14 | 8  | 2 | 4  | 35 | 25 | +10 |
|  | 3.   | Zurigo            | 17 | 14 | 8  | 1 | 5  | 31 | 24 | +7  |
|  | 4.   | Blue Stars Zurigo | 16 | 14 | 7  | 2 | 5  | 23 | 27 | -4  |
|  | 5.   | San Gallo         | 14 | 14 | 6  | 2 | 6  | 37 | 21 | +16 |
|  | 6.   | Neumünster        | 12 | 14 | 3  | 6 | 5  | 21 | 30 | -9  |
|  | 7.   | Young Fellows     | 9  | 14 | 4  | 1 | 9  | 23 | 41 | -18 |
|  | 8.   | Brühl             | 4  | 14 | 1  | 2 | 11 | 17 | 35 | -18 |

Legenda:

      Ammesso alla fase finale per il titolo di campione di Svizzera.
 Va agli spareggi per la retrocessione/promozione.
Note:

Due punti a vittoria, uno a pareggio, zero a sconfitta.

## Risultati

### Tabellone
|               | BLS  | BRU  | GRA  | NEU  | SGA  | YFE  | WIN  | ZUR  |
| ------------- | ---- | ---- | ---- | ---- | ---- | ---- | ---- | ---- |
| Blue Stars    | –––– | 3-0  | 1-4  | 1-1  | 0-7  | 3-0  | 2-0  | 1-2  |
| Bruhl         | 1-2  | –––– | 0-3  | 2-2  | 0-4  | 2-3  | 1-2  | 3-2  |
| Grasshoppers  | 5-3  | 1-0  | –––– | 3-2  | 2-1  | 2-1  | 0-0  | 0-2  |
| Neumunster    | 1-2  | 2-1  | 1-1  | –––– | 1-1  | 4-1  | 2-2  | 2-2  |
| San Gallo     | 1-1  | 1-0  | 4-1  | 1-2  | –––– | 7-1  | 2-3  | 4-2  |
| Young Fellows | 1-3  | 2-2  | 1-7  | 5-1  | 3-1  | –––– | 2-1  | 1-3  |
| Winterthur    | 3-0  | 5-2  | 0-1  | 6-0  | 3-2  | 4-2  | –––– | 5-4  |
| Zurigo        | 1-1  | 3-2  | 1-2  | 2-0  | 2-1  | 3-1  | 4-1  | –––– |

## Girone centro

### Squadre partecipanti
| Club             | Stagione | Città   | Stadio                | Stagione 1919-1920           |
| ---------------- | -------- | ------- | --------------------- | ---------------------------- |
| Aarau            | dettagli | Aarau   | Stadion Brügglifeld   | 3º posto nel Girone Centrale |
| Basilea          | dettagli | Basilea | St. Jakob-Park        | 2º posto del Gruppo Centrale |
| Berna            | dettagli | Berna   | Stadion Neufeld       | 7º posto nel Girone Ovest    |
| Bienne           | dettagli | Bienna  | Stadion Gurzelen      | 8º posto nel Girone Centrale |
| Lucerna          | dettagli | Lucerna | Stadion Allmend       | 6º posto nel Girone Centrale |
| Nordstern        | dettagli | Basilea | Sportanlagen Rankhof  | 4º posto nel Girone Centrale |
| Old Boys Basilea | dettagli | Basilea | Stadion Schützenmatte | 5º posto nel Girone Centrale |
| Young Boys       | dettagli | Berna   | Stadio Wankdorf       | 1º posto nel Girone Ovest    |

### Classifica finale
|  | Pos. | Squadra          | Pt | G  | V | N | P  | GF | GS | DR  |
|  | ---- | ---------------- | -- | -- | - | - | -- | -- | -- | --- |
|  | 1.   | Young Boys       | 22 | 14 | 8 | 4 | 2  | 28 | 15 | +13 |
|  | 1.   | Old Boys Basilea | 22 | 14 | 9 | 2 | 2  | 32 | 20 | +12 |
|  | 3.   | Bienne           | 19 | 14 | 7 | 5 | 2  | 26 | 12 | +14 |
|  | 4.   | Nordstern        | 16 | 14 | 6 | 4 | 4  | 23 | 17 | +6  |
|  | 5.   | Berna            | 13 | 14 | 5 | 3 | 6  | 26 | 30 | -4  |
|  | 6.   | Aarau            | 12 | 14 | 3 | 6 | 5  | 13 | 20 | -7  |
|  | 7.   | Basilea          | 6  | 14 | 2 | 2 | 10 | 18 | 29 | -11 |
|  | 7.   | Lucerna          | 6  | 14 | 2 | 2 | 10 | 17 | 38 | -21 |

Legenda:

      Va allo spareggio per l'ammissione alle finali.
 Va agli spareggi per la retrocessione/promozione.
Note:

Due punti a vittoria, uno a pareggio, zero a sconfitta.
Spareggi previsti sia per l'ammissione alle finali che per la retrocessione/promozione.
In questi casi la differenza reti non serve per la posizione in classifica.

### Tabellone
|                  | AAR  | BAS  | BER  | BIE  | LUC  | NOR  | OLB  | YOB  |
| ---------------- | ---- | ---- | ---- | ---- | ---- | ---- | ---- | ---- |
| Aarau            | –––– | 3-1  | 3-0  | 0-0  | 1-0  | 0-1  | 1-1  | 1-1  |
| Basilea          | 2-2  | –––– | 3-0  | 0-2  | 5-2  | 1-1  | 1-4  | 1-1  |
| Berna            | 3-0  | 2-0  | –––– | 0-0  | 3-0  | 1-0  | 1-4  | 1-3  |
| Bienne           | 1-0  | 1-0  | 1-1  | –––– | 3-2  | 4-1  | 1-1  | 2-3  |
| Lucerna          | 1-1  | 1-0  | 3-3  | 0-6  | –––– | 4-3  | 2-3  | 0-2  |
| Nordstern        | 4-0  | 3-2  | 6-3  | 0-0  | 2-0  | –––– | 1-0  | 0-0  |
| Old Boys Basilea | 4-0  | 3-2  | 2-8  | 2-1  | 5-0  | 1-0  | –––– | 1-0  |
| Young Boys       | 1-1  | 4-1  | 5-0  | 2-4  | 3-2  | 1-1  | 2-1  | –––– |

### Calendario
| andata (1ª) | andata (1ª) | 1ª giornata        | ritorno (8ª) | ritorno (8ª) |
|             |             |                    |              |              |
| 26 set.     | 6-0         | Bienna-Lucerna     | 3-2          | 5 dic.       |
| 26 set.     | 6-3         | Nordstern-Berna    | 0-1          | 5 dic.       |
| 26 set.     | 4-1         | Young Boys-Basilea | 1-0          | 5 dic.       |
| 5 dec.      | 1-1         | Aarau-Old Boys     | 0-4          | 3 apr.       |

| andata (2ª) | andata (2ª) | 2ª giornata        | ritorno (9ª) | ritorno (9ª) |
|             |             |                    |              |              |
| 3 ott.      | 2-2         | Basilea-Aarau      | 1-3          | 19 dic.      |
| 3 ott.      | 1-4         | Berna-Old Boys     | 8-2          | 19 dic.      |
| 3 ott.      | 4-1         | Bienna-Nordstern   | 0-0          | 20 feb.      |
| 3 ott.      | 0-2         | Lucerna-Young Boys | 2-3          | 20 feb.      |

| andata (1ª) | andata (1ª) | 1ª giornata        | ritorno (8ª) | ritorno (8ª) |
|             |             |                    |              |              |
| 26 set.     | 6-0         | Bienna-Lucerna     | 3-2          | 5 dic.       |
| 26 set.     | 6-3         | Nordstern-Berna    | 0-1          | 5 dic.       |
| 26 set.     | 4-1         | Young Boys-Basilea | 1-0          | 5 dic.       |
| 5 dec.      | 1-1         | Aarau-Old Boys     | 0-4          | 3 apr.       |

| andata (2ª) | andata (2ª) | 2ª giornata        | ritorno (9ª) | ritorno (9ª) |
|             |             |                    |              |              |
| 3 ott.      | 2-2         | Basilea-Aarau      | 1-3          | 19 dic.      |
| 3 ott.      | 1-4         | Berna-Old Boys     | 8-2          | 19 dic.      |
| 3 ott.      | 4-1         | Bienna-Nordstern   | 0-0          | 20 feb.      |
| 3 ott.      | 0-2         | Lucerna-Young Boys | 2-3          | 20 feb.      |

| andata (3ª) | andata (3ª) | 3ª giornata          | ritorno (10ª) | ritorno (10ª) |
|             |             |                      |               |               |
| 10 ott.     | 1-1         | Bienna-Berna         | 0-0           | 16 gen.       |
| 10 ott.     | 3-2         | Old Boys-Basilea     | 4-1           | 20 mar.       |
| 10 ott.     | 1-1         | Young Boys-Nordstern | 0-0           | 28 nov.       |
| 28 nov.     | 1-0         | Aarau-Lucerna        | 1-1           | 23 gen.       |

| andata (4ª) | andata (4ª) | 4ª giornata        | ritorno (11ª) | ritorno (11ª) |
|             |             |                    |               |               |
| 17 ott.     | 1-1         | Aarau-Young Boys   | 1-1           | 16 gen.       |
| 17 ott.     | 3-3         | Lucerna-Berna      | 0-3           | 6 feb.        |
| 17 ott.     | 0-1         | Nordstern-Old Boys | 1-0           | 6 feb.        |
| 14 nov.     | 0-2         | Basilea-Bienna     | 0-1           | 13 mar.       |

| andata (3ª) | andata (3ª) | 3ª giornata          | ritorno (10ª) | ritorno (10ª) |
|             |             |                      |               |               |
| 10 ott.     | 1-1         | Bienna-Berna         | 0-0           | 16 gen.       |
| 10 ott.     | 3-2         | Old Boys-Basilea     | 4-1           | 20 mar.       |
| 10 ott.     | 1-1         | Young Boys-Nordstern | 0-0           | 28 nov.       |
| 28 nov.     | 1-0         | Aarau-Lucerna        | 1-1           | 23 gen.       |

| andata (4ª) | andata (4ª) | 4ª giornata        | ritorno (11ª) | ritorno (11ª) |
|             |             |                    |               |               |
| 17 ott.     | 1-1         | Aarau-Young Boys   | 1-1           | 16 gen.       |
| 17 ott.     | 3-3         | Lucerna-Berna      | 0-3           | 6 feb.        |
| 17 ott.     | 0-1         | Nordstern-Old Boys | 1-0           | 6 feb.        |
| 14 nov.     | 0-2         | Basilea-Bienna     | 0-1           | 13 mar.       |

| andata (5ª) | andata (5ª) | 5ª giornata       | ritorno (12ª) | ritorno (12ª) |
|             |             |                   |               |               |
| 24 ott.     | 1-1         | Basilea-Nordstern | 2-3           | 16 gen.       |
| 24 ott.     | 2-4         | Young Boys-Bienna | 3-2           | 3 apr.        |
| 14 nov.     | 3-0         | Berna-Aarau       | 0-3           | 20 feb.       |
| 21 nov.     | 5-0         | Old Boys-Lucerna  | 3-2           | 16 gen.       |

| andata (6ª) | andata (6ª) | 6ª giornata      | ritorno (13ª) | ritorno (13ª) |
|             |             |                  |               |               |
| 31 ott.     | 2-1         | Lucerna-Basilea  | 1-4           | 17 apr.       |
| 7 nov.      | 5-0         | Young Boys-Berna | 3-1           | 13 mar.       |
| 21 nov.     | 0-1         | Aarau-Nordstern  | 0-4           | 13 mar.       |
| 28 nov.     | 1-1         | Bienna-Old Boys  | 1-2           | 10 apr.       |

| andata (5ª) | andata (5ª) | 5ª giornata       | ritorno (12ª) | ritorno (12ª) |
|             |             |                   |               |               |
| 24 ott.     | 1-1         | Basilea-Nordstern | 2-3           | 16 gen.       |
| 24 ott.     | 2-4         | Young Boys-Bienna | 3-2           | 3 apr.        |
| 14 nov.     | 3-0         | Berna-Aarau       | 0-3           | 20 feb.       |
| 21 nov.     | 5-0         | Old Boys-Lucerna  | 3-2           | 16 gen.       |

| andata (6ª) | andata (6ª) | 6ª giornata      | ritorno (13ª) | ritorno (13ª) |
|             |             |                  |               |               |
| 31 ott.     | 2-1         | Lucerna-Basilea  | 1-4           | 17 apr.       |
| 7 nov.      | 5-0         | Young Boys-Berna | 3-1           | 13 mar.       |
| 21 nov.     | 0-1         | Aarau-Nordstern  | 0-4           | 13 mar.       |
| 28 nov.     | 1-1         | Bienna-Old Boys  | 1-2           | 10 apr.       |

| \| andata (7ª) \| andata (7ª) \| 7ª giornata \| ritorno (14ª) \| ritorno (14ª) \| \| \| \| \| \| \| \| 31 ott. \| 1-0 \| Old Boys-Young Boys \| 1-2 \| 30 gen. \| \| 7 nov. \| 1-0 \| Bienna-Aarau \| 0-0 \| 30 gen. \| \| 7 nov. \| 2-0 \| Nordstern-Lucerna \| 3-4 \| 19 dic. \| \| 28 nov. \| 2-0 \| Berna-Basilea \| 0-3 \| 30 gen. \| |             |                     |               |               |
| andata (7ª) | andata (7ª) | 7ª giornata         | ritorno (14ª) | ritorno (14ª) |
| |             |                     |               |               |
| 31 ott. | 1-0         | Old Boys-Young Boys | 1-2           | 30 gen.       |
| 7 nov. | 1-0         | Bienna-Aarau        | 0-0           | 30 gen.       |
| 7 nov. | 2-0         | Nordstern-Lucerna   | 3-4           | 19 dic.       |
| 28 nov. | 2-0         | Berna-Basilea       | 0-3           | 30 gen.       |

| andata (7ª) | andata (7ª) | 7ª giornata         | ritorno (14ª) | ritorno (14ª) |
|             |             |                     |               |               |
| 31 ott.     | 1-0         | Old Boys-Young Boys | 1-2           | 30 gen.       |
| 7 nov.      | 1-0         | Bienna-Aarau        | 0-0           | 30 gen.       |
| 7 nov.      | 2-0         | Nordstern-Lucerna   | 3-4           | 19 dic.       |
| 28 nov.     | 2-0         | Berna-Basilea       | 0-3           | 30 gen.       |

### Spareggio per il primo posto in classifica
S'incontrarono le due squadre arrivate al primo posto a pari punti.
|            | Risultato |                  | Luogo e data                      |  |
| ---------- | --------- | ---------------- | --------------------------------- |  |
| Young Boys | 2 - 0     | Old Boys Basilea | La Chaux-de-Fonds, 17 aprile 1921 |  |
|            |           |                  |                                   |  |

### Spareggio salvezza
S'incontrarono le due squadre arrivate all'ultimo posto a pari punti.
|         | Risultato |         | Luogo e data          |  |
| ------- | --------- | ------- | --------------------- |  |
| Basilea | 2 - 0     | Lucerna | Aarau, 1º maggio 1921 |  |
|         |           |         |                       |  |

## Girone ovest

### Squadre partecipanti
| Club               | Stagione | Città             | Stadio                 | Stagione 1919-1920           |
| ------------------ | -------- | ----------------- | ---------------------- | ---------------------------- |
| Cantonal Neuchâtel | dettagli | Neuchâtel         | Stadio Cantonal        | 4º posto del Gruppo Ovest    |
| Étoile-Sporting    | dettagli | La Chaux-de-Fonds | Les Foulets            | 2º posto nel Girone Ovest    |
| Friburgo           | dettagli | Friborgo          | Stadio Saint-Léonard   | 6º posto nel Girone Ovest    |
| FC Ginevra         | dettagli | Ginevra           | Stadio Frontenex       | 5º posto nel Girone Ovest    |
| La Chaux-de-Fonds  | dettagli | La Chaux-de-Fonds | Stadio di la Charrière | 3º posto nel Girone Centrale |
| Montreux-Sports    | dettagli | Montreux          | Stade de Chailly       | 8º posto nel Girone Ovest    |
| Montriond Lausanne | dettagli | Losanna           | Stade de la Pontaise   | 7º posto nel Girone Ovest    |
| Servette           | dettagli | Ginevra           | Stade des Charmilles   | 1º posto nel Girone Ovest    |

### Classifica finale
|  | Pos. | Squadra            | Pt | G  | V | N | P  | GF | GS | DR  |
|  | ---- | ------------------ | -- | -- | - | - | -- | -- | -- | --- |
|  | 1.   | Servette           | 21 | 14 | 9 | 3 | 2  | 31 | 11 | +20 |
|  | 2.   | Cantonal Neuchâtel | 18 | 14 | 8 | 2 | 4  | 29 | 16 | +13 |
|  | 3.   | La Chaux-de-Fonds  | 17 | 14 | 7 | 3 | 4  | 26 | 18 | +8  |
|  | 4.   | Étoile-Sporting    | 17 | 14 | 7 | 3 | 4  | 20 | 17 | +3  |
|  | 5.   | Friburgo           | 12 | 14 | 3 | 6 | 5  | 16 | 21 | -5  |
|  | 6.   | Losanna            | 11 | 14 | 2 | 7 | 5  | 21 | 30 | -9  |
|  | 7.   | Ginevra            | 11 | 14 | 3 | 5 | 6  | 14 | 21 | -7  |
|  | 8.   | Montreux-Sports    | 5  | 14 | 2 | 1 | 11 | 16 | 39 | -7  |

Legenda:

      Ammesso alla fase finale per il titolo di campione di Svizzera.
 Va agli spareggi per la retrocessione/promozione.
Note:

Due punti a vittoria, uno a pareggio, zero a sconfitta.

## Risultati

### Tabellone
|                   | CAN  | ETO  | FRI  | GIN  | LCF  | LOS  | MON  | SER  |
| ----------------- | ---- | ---- | ---- | ---- | ---- | ---- | ---- | ---- |
| Cantonal          | –––– | 3-1  | 0-0  | 2-0  | 1-2  | 3-1  | 6-0  | 1-3  |
| Etoile            | 3-2  | –––– | 0-0  | 2-1  | 0-2  | 2-2  | 2-0  | 0-1  |
| Friborgo          | 1-3  | 2-4  | –––– | 1-1  | 3-1  | 0-0  | 3-1  | 0-1  |
| Ginevra           | 1-2  | 0-1  | 1-1  | –––– | 1-2  | 3-1  | 1-0  | 0-0  |
| La Chaux-de-Fonds | 0-0  | 0-1  | 3-0  | 2-3  | –––– | 3-2  | 3-1  | 1-1  |
| Losanna           | 2-1  | 2-2  | 3-3  | 1-1  | 1-1  | –––– | 3-0  | 1-1  |
| Montreux          | 1-3  | 0-2  | 3-1  | 1-1  | 2-5  | 3-2  | –––– | 1-3  |
| Servette          | 1-2  | 2-0  | 0-1  | 5-0  | 2-1  | 7-0  | 4-3  | –––– |

### Calendario
| andata (1ª) | andata (1ª) | 1ª giornata               | ritorno (8ª) | ritorno (8ª) |
|             |             |                           |              |              |
| 26 set.     | 4-3         | Servette-Montreux         | 3-1          | 20 feb.      |
| 14 nov.     | 2-2         | Etoile-Losanna            | 2-2          | 6 mar.       |
| 14 nov.     | 0-0         | Cantonal-Friborgo         | 3-1          | 20 feb.      |
| 21 nov.     | 2-3         | La Chaux de Fonds-Ginevra | 2-1          | 6 feb.       |

| andata (2ª) | andata (2ª) | 2ª giornata                | ritorno (9ª) | ritorno (9ª) |
|             |             |                            |              |              |
| 3 ott.      | 1-2         | Cantonal-La Chaux de Fonds | 0-0          | 13 mar.      |
| 3 ott.      | 0-1         | Etoile-Servette            | 0-2          | 13 mar.      |
| 3 ott.      | 1-1         | Ginevra-Friborgo           | 1-1          | 13 mar.      |
| 3 ott.      | 3-2         | Montreux-Losanna           | 0-3          | 16 gen.      |

| andata (1ª) | andata (1ª) | 1ª giornata               | ritorno (8ª) | ritorno (8ª) |
|             |             |                           |              |              |
| 26 set.     | 4-3         | Servette-Montreux         | 3-1          | 20 feb.      |
| 14 nov.     | 2-2         | Etoile-Losanna            | 2-2          | 6 mar.       |
| 14 nov.     | 0-0         | Cantonal-Friborgo         | 3-1          | 20 feb.      |
| 21 nov.     | 2-3         | La Chaux de Fonds-Ginevra | 2-1          | 6 feb.       |

| andata (2ª) | andata (2ª) | 2ª giornata                | ritorno (9ª) | ritorno (9ª) |
|             |             |                            |              |              |
| 3 ott.      | 1-2         | Cantonal-La Chaux de Fonds | 0-0          | 13 mar.      |
| 3 ott.      | 0-1         | Etoile-Servette            | 0-2          | 13 mar.      |
| 3 ott.      | 1-1         | Ginevra-Friborgo           | 1-1          | 13 mar.      |
| 3 ott.      | 3-2         | Montreux-Losanna           | 0-3          | 16 gen.      |

| andata (3ª) | andata (3ª) | 3ª giornata                | ritorno (10ª) | ritorno (10ª) |
|             |             |                            |               |               |
| 10 ott.     | 3-1         | La Chaux de Fonds-Montreux | 5-2           | 30 gen.       |
| 10 ott.     | 1-1         | Losanna-Ginevra            | 1-3           | 27 feb.       |
| 10 ott.     | 1-2         | Servette-Cantonal          | 3-1           | 3 apr.        |
| 26 set.     | 2-4         | Friborgo-Etoile            | 0-0           | 24 apr.       |

| andata (4ª) | andata (4ª) | 4ª giornata                | ritorno (11ª) | ritorno (11ª) |
|             |             |                            |               |               |
| 17 ott.     | 2-0         | Etoile-Montreux            | 2-0           | 19 dic.       |
| 17 ott.     | 3-1         | Friborgo-La Chaux de Fonds | 0-3           | 3 apr.        |
| 17 ott.     | 0-0         | Ginevra-Servette           | 0-5           | 20 mar.       |
| 17 ott.     | 2-1         | Losanna-Cantonal           | 1-3           | 30 gen.       |

| andata (3ª) | andata (3ª) | 3ª giornata                | ritorno (10ª) | ritorno (10ª) |
|             |             |                            |               |               |
| 10 ott.     | 3-1         | La Chaux de Fonds-Montreux | 5-2           | 30 gen.       |
| 10 ott.     | 1-1         | Losanna-Ginevra            | 1-3           | 27 feb.       |
| 10 ott.     | 1-2         | Servette-Cantonal          | 3-1           | 3 apr.        |
| 26 set.     | 2-4         | Friborgo-Etoile            | 0-0           | 24 apr.       |

| andata (4ª) | andata (4ª) | 4ª giornata                | ritorno (11ª) | ritorno (11ª) |
|             |             |                            |               |               |
| 17 ott.     | 2-0         | Etoile-Montreux            | 2-0           | 19 dic.       |
| 17 ott.     | 3-1         | Friborgo-La Chaux de Fonds | 0-3           | 3 apr.        |
| 17 ott.     | 0-0         | Ginevra-Servette           | 0-5           | 20 mar.       |
| 17 ott.     | 2-1         | Losanna-Cantonal           | 1-3           | 30 gen.       |

| andata (5ª) | andata (5ª) | 5ª giornata              | ritorno (12ª) | ritorno (12ª) |
|             |             |                          |               |               |
| 24 ott.     | 2-0         | Cantonal-Ginevra         | 2-1           | 28 nov.       |
| 24 ott.     | 0-1         | La Chaux de Fonds-Etoile | 2-0           | 28 nov.       |
| 24 ott.     | 7-0         | Servette-Losanna         | 1-1           | 28 nov.       |
| 28 nov.     | 3-1         | Montreux-Friborgo        | 1-3           | 27 feb.       |

| andata (6ª) | andata (6ª) | 6ª giornata               | ritorno (13ª) | ritorno (13ª) |
|             |             |                           |               |               |
| 31 ott.     | 3-2         | Etoile-Cantonal           | 1-3           | 27 feb.       |
| 31 ott.     | 0-1         | Friborgo-Servette         | 1-0           | 19 dic.       |
| 31 ott.     | 1-0         | Ginevra-Montreux          | 1-1           | 5 dic.        |
| 31 ott.     | 1-1         | Losanna-La Chaux de Fonds | 2-3           | 22 mag.       |

| andata (5ª) | andata (5ª) | 5ª giornata              | ritorno (12ª) | ritorno (12ª) |
|             |             |                          |               |               |
| 24 ott.     | 2-0         | Cantonal-Ginevra         | 2-1           | 28 nov.       |
| 24 ott.     | 0-1         | La Chaux de Fonds-Etoile | 2-0           | 28 nov.       |
| 24 ott.     | 7-0         | Servette-Losanna         | 1-1           | 28 nov.       |
| 28 nov.     | 3-1         | Montreux-Friborgo        | 1-3           | 27 feb.       |

| andata (6ª) | andata (6ª) | 6ª giornata               | ritorno (13ª) | ritorno (13ª) |
|             |             |                           |               |               |
| 31 ott.     | 3-2         | Etoile-Cantonal           | 1-3           | 27 feb.       |
| 31 ott.     | 0-1         | Friborgo-Servette         | 1-0           | 19 dic.       |
| 31 ott.     | 1-0         | Ginevra-Montreux          | 1-1           | 5 dic.        |
| 31 ott.     | 1-1         | Losanna-La Chaux de Fonds | 2-3           | 22 mag.       |

| \| andata (7ª) \| andata (7ª) \| 7ª giornata \| ritorno (14ª) \| ritorno (14ª) \| \| \| \| \| \| \| \| 7 nov. \| 0-1 \| Ginevra-Etoile \| 1-2 \| 10 apr. \| \| 7 nov. \| 1-1 \| La Chaux de Fonds-Servette \| 1-2 \| 16 gen. \| \| 7 nov. \| 1-3 \| Montreux-Cantonal \| 0-6 \| 23 gen. \| \| 21 nov. \| 3-3 \| Losanna-Friborgo \| 0-0 \| 6 feb. \| |             |                            |               |               |
| andata (7ª) | andata (7ª) | 7ª giornata                | ritorno (14ª) | ritorno (14ª) |
| |             |                            |               |               |
| 7 nov. | 0-1         | Ginevra-Etoile             | 1-2           | 10 apr.       |
| 7 nov. | 1-1         | La Chaux de Fonds-Servette | 1-2           | 16 gen.       |
| 7 nov. | 1-3         | Montreux-Cantonal          | 0-6           | 23 gen.       |
| 21 nov. | 3-3         | Losanna-Friborgo           | 0-0           | 6 feb.        |

| andata (7ª) | andata (7ª) | 7ª giornata                | ritorno (14ª) | ritorno (14ª) |
|             |             |                            |               |               |
| 7 nov.      | 0-1         | Ginevra-Etoile             | 1-2           | 10 apr.       |
| 7 nov.      | 1-1         | La Chaux de Fonds-Servette | 1-2           | 16 gen.       |
| 7 nov.      | 1-3         | Montreux-Cantonal          | 0-6           | 23 gen.       |
| 21 nov.     | 3-3         | Losanna-Friborgo           | 0-0           | 6 feb.        |

## Girone finale

### Classifica finale
|  | Pos. | Squadra      | Pt | G | V | N | P | GF | GS | DR |
|  | ---- | ------------ | -- | - | - | - | - | -- | -- | -- |
|  | 1.   | Grasshoppers | 4  | 2 | 2 | 0 | 0 | 8  | 1  | +7 |
|  | 2.   | Young Boys   | 2  | 2 | 1 | 0 | 1 | 4  | 4  | 0  |
|  | 3.   | Servette     | 0  | 2 | 0 | 0 | 2 | 1  | 8  | -7 |

Legenda:
      Campione Svizzero di Serie A 1920-1921.
Note:
Due punti a vittoria, uno a pareggio, zero a sconfitta.

### Risultati
S'incontrarono le tre squadre vincitrici dei rispettivi gironi.
|              | Risultato |            | Luogo e data            |  |
| ------------ | --------- | ---------- | ----------------------- |  |
| Grasshoppers | 5 - 0     | Servette   | Berna, 17 aprile 1921   |  |
| Young Boys   | 3 - 1     | Servette   | Losanna, 24 aprile 1921 |  |
| Grasshoppers | 3 - 1     | Young Boys | Zurigo, 8 maggio 1921   |  |
|              |           |            |                         |  |

## Spareggi promozione-retrocessione

### Spareggio zona est
S'incontrarono la squadra di Serie A arrivata ultima nel girone Est e la squadra di Serie B vincente il girone Est.
|       | Risultato |       | Luogo e data              |  |
| ----- | --------- | ----- | ------------------------- |  |
| Baden | 0 - 6     | Brühl | Baden, 8 maggio 1921      |  |
| Brühl | 4 - 0     | Baden | San Gallo, 22 maggio 1921 |  |
|       |           |       |                           |  |

### Spareggio zona centro
S'incontrarono la squadra di Serie A arrivata ultima nel girone Centrale e la squadra di Serie B vincente il girone Centrale.
|         | Risultato |         | Luogo e data           |  |
| ------- | --------- | ------- | ---------------------- |  |
| Soletta | 0 - 2     | Lucerna | Soletta, 8 maggio 1921 |  |
| Lucerna | 1 - 3     | Soletta | Lucerna, ? maggio 1921 |  |
|         |           |         |                        |  |

#### Spareggio
|         | Risultato |         | Luogo e data      |  |
| ------- | --------- | ------- | ----------------- |  |
| Lucerna | 4 - 3     | Soletta | ?, 29 maggio 1921 |  |
|         |           |         |                   |  |

### Spareggio zona ovest
S'incontrarono la squadra di Serie A arrivata ultima nel girone Ovest e la squadra di Serie B vincente il girone Ovest.
|                 | Risultato |                 | Luogo e data             |  |
| --------------- | --------- | --------------- | ------------------------ |  |
| Urania Ginevra  | 2 - 4     | Montreux-Sports | Ginevra, 8 maggio 1921   |  |
| Montreux-Sports | 4 - 0     | Urania Ginevra  | Montreux, 15 maggio 1921 |  |
|                 |           |                 |                          |  |

## Verdetti finali
- Grasshoppers Campione di Svizzera 1920-1921.
- Brühl, Lucerna e Montreux-Sports restano in Serie A.